# 拐儿镇
拐儿镇，是中华人民共和国山西省晋中市左权县下辖的一个乡镇级行政单位。

## 行政区划
拐儿镇下辖以下地区：
拐儿村、骆驼村、秦家庄村、路家庄村、西五指村、玉心沟村、东五指村、阪上村、天门村、老井村、小窑上村、寺坪村、桃园村、板峪村、后板峪村、旧寨村、故县村、大炉村、秋林滩村、仙仁坪村、河东村、南岔村和赵垴村。